# Jéssica Iancoski
Jéssica Iancoski (Curitiba, 10 de fevereiro de 1996), também conhecida pelo pseudônimo Eugênia Uniflora, é uma escritora, poeta, designer e editora brasileira. É idealizadora da Toma Aí Um Poema, editora de livros, podcast e site de divulgação poética. Foi finalista do Prêmio Jabuti, em 2022, na categoria poesia com o livro A Pele da Pitanga e curadora do Prêmio Literário da Cidade de Curitiba, em 2024.

## Biografia
Jéssica Iancoski Guimarães Ramos nasceu em Curitiba, Paraná, em 10 de fevereiro de 1996. Desde de cedo, quando tinha 7 anos, interessou-se pelo ofício poético. Quando tinha 16 anos, em 2012, teve o poema Rotina Decadente reconhecido pela Academia Paranaense de Letra.
Formou-se em Letras pela Universidade Federal do Paraná e em Psicologia pela Pontifícia Universidade Católica do Paraná, além de possuir especialização em Gestão de Negócios pela PUCPR e MBA em Gestão de Projetos pela Universidade Positivo.
Publicou diversas obras que têm sido estudadas em campos acadêmicos ligados à decolonialidade e linguagem neutra. Entre seus livros mais destacados estão TeXtosterona: do X a neutralidade dos Homens (Toma Aí Um Poema, 2021, poesia) - Finalista Prêmio Mix Literário 2022, A Pele da Pitanga (Toma Aí Um Poema, 2021, poesia) - Finalista Prêmio Jabuti 2022, Irreversível (Toma Aí Um Poema, 2022, poesia e arte gráfica), América Xereca (Toma Aí Um Poema, 2023, poesia) - Finalista Prêmio Mix Literário 2023 e Texto2terona (Coleção Frida Fúcsia, 2024, poesia).
É uma pessoa não binária e, em 2023, recebeu o Prêmio Sérgio Mamberti 2023 de Agente de Cultura Viva LGBTQIA+, concedido pelo Ministério da Cultura.
Em 2024, com recursos da Lei Paulo Gustavo, e apoio da Fundação Cultural de Curitiba, criou e coordenou as atividades do Prêmio Literário da Cidade de Curitiba, voltado exclusivamente para autores residentes em Curitiba.

## Prêmios
- Prêmio Jabuti 2022: A Pele da Pitanga (Finalista na Categoria Poesia)[19][20]
- Prêmio Mix Literário 2022 (MixBrasil) - TeXtosterona: do X à neutralidade dos homens.[13]
- Prêmio Candango de Literatura 2022: As Laranjas de Alice Mazela (Vencedor na Categoria Capa)[19][21][22]
- Prêmio Sérgio Mamberti 2023 (MinC) - Diversidade Cultural (Vencedor na Categoria Agente de Cultura Viva LGBTQIA+)[17]
- Prêmio Mix Literário 2024 (MixBrasil) - América Xereca (Finalista) [14]

## Toma aí um poema
É idealizadora do Toma Aí Um Poema, que possui uma editora, podcast e revista de divulgação poética.

### Divulgação poética
O podcast é o maior podcast lusófono do Spotify, destinado a declamação de poemas. Possui cerca de 65 mil ouvintes. Jéssica Iancovski foi responsável por produzir e distribuir mais de 1600 poemas para o audiovisual, nas páginas do Toma aí um poema, no Spotify, YouTube, Instagram e TikTok, somando mais de 1 milhão de acessos.

### Editora
A editora Toma Aí Um Poema, tem por foco escritores estreantes. Jéssica Iancoski é editora chefe, e frisa o papel político da instituição:
“Queremos contribuir e estimular a literatura gratuita e livre para todos. Estamos incentivando a emancipação dos autores, em relação às editoras prestadoras de serviço. Acreditamos em um mercado editorial mais justo e sem exploração.”
A editora é uma empresa sem fins lucrativos, e não cobra os escritores para publica-los. A arrecadação para publicação é realizada por financiamento coletivo e on-line. Iancoski foi editora responsável pela primeira publicação de pelo menos mil autores e autoras.

## Publicações
Publicou em várias antologias e revistas, nacionais e internacionais. Entre elas a revista Ruído Manifesto, Germina - Revista de Arte e Cultura, Revista Acrobata, Revista Literatura & Fechadura, Revista Mallarmargens, Revista Carlos Zemek de Arte e Cultura, etc.
Já publicou no Brasil, Argentina, Colômbia, Espanha, Galiza e Portugal. Possui diversos livros digitais e físicos, entre eles:

### Poesia
- A Pele da Pitanga (2021), Eugênia Uniflora. Publicado pela Toma Aí Um Poema.[20][28]
- TeXtosterona: do X a neutralidade dos Homens(2021). Publicado pela Toma Aí Um Poema.[20][29]
- A.I: a Inteligência Artificial pode escrever poesia? (2021). Publicado pela Toma Aí Um Poema.[20][30]
- IrreVERsível (2022). Publicado pela Toma Aí Um Poema.[24][31]
- América Xereca (2023), Eugênia Uniflora. Publicado pela Toma Aí Um Poema.[32]
- Texto2terona(2024). Publicado pela Toma Aí Um Poema.[33]

### Infantil
- Por onde vai o barco (2017). Publicado pela Viseu.[34]
- Fábulas de Anansi(2023). Publicado pela TAUPinha.[35]

### Ilustração
- Mancha Gráfica (2023), de Katiuce Lopes Justino. Publicado pela Toma Aí Um Poema.[36]
- A Filha das Mães (2024), de Giselle Ribeiro. Publicado pela TAUPinha.[37]

## Crítica
A poesia de Jéssica Iancoski tem sido objeto de críticos e artistas de diferentes áreas, destacando sua força discursiva e impacto cultural.
Para Kaê Guajajara, rapper indígena e compositora, a poesia de Iancoski "carrega um tom de denúncia, resgatando elementos da cultura indígena para falar sobre os processos de urbanização, expor denúncias e mexer em feridas antigas".
O poeta e ensaísta Marcelo Ariel descreve sua poesia como algo que "conversa com os territórios domados do antipresente em um discurso que é uma amálgama de fúria, alegria e urgência".
Já o professor doutor de literatura na Universidade de São Paulo e crítico literário Matheus Guménin Barreto, ressalta que os poemas de Iancoski "têm um frescor e um tom 'no bullshit, folks".

Para Isa Corgosinho, professora aposentada doutora de literatura da Universidade de Brasília e ensaísta, a poesia de Iancoski "é provocativa desde o título". Segundo Corgosinho, os poemas remetem ao discurso e às imagens do Manifesto Pau-Brasil, de Oswald de Andrade, mas com uma abordagem própria que explora "a síntese dos versos em tomadas cinematográficas cubistas da natureza X civilização". Ela destaca ainda a base irônica dos textos, que "desconstrói e denuncia os processos de aculturação dos povos originários". Os poemas de Iancoski, segundo Corgosinho, "se nutrem da inovadora fonte do concretismo e sua posição vanguardista na exploração verbivocovisual do poema, mirando, certeiros, o modo de exploração nas colônias latinas".